# Régnié-Durette
Régnié-Durette est une commune française située dans le département du Rhône, en région Auvergne-Rhône-Alpes.
Ses habitants se nomment les Durégnatons et les Durégnatonnes.

## Géographie
Située entre Belleville et Beaujeu, la commune est au centre de la région viticole du Beaujolais. Son vignoble, le régnié, est l'un des dix crus de Beaujolais (le dernier des crus du Beaujolais en 1989). Le centre du bourg est au sommet d'une colline, ce qui permet d'avoir une vue plongeante sur le val de Saône depuis l'esplanade de l'Église.

### Climat
Pour des articles plus généraux, voir Climat d'Auvergne-Rhône-Alpes et Climat du Rhône.
En 2010, le climat de la commune est de type climat océanique dégradé des plaines du Centre et du Nord, selon une étude du Centre national de la recherche scientifique s'appuyant sur une série de données couvrant la période 1971-2000. En 2020, Météo-France publie une typologie des climats de la France métropolitaine dans laquelle la commune est exposée à un climat de montagne ou de marges de montagne et est dans une zone de transition entre les régions climatiques « Bourgogne, vallée de la Saône » et « Nord-est du Massif Central ». 
Pour la période 1971-2000, la température annuelle moyenne est de 11,6 °C, avec une amplitude thermique annuelle de 17,7 °C. Le cumul annuel moyen de précipitations est de 821 mm, avec 9,9 jours de précipitations en janvier et 7,3 jours en juillet. Pour la période 1991-2020, la température moyenne annuelle observée sur la station météorologique de Météo-France la plus proche, « Saint-Didier-Beaujeu », sur la commune de Saint-Didier-sur-Beaujeu à 8 km à vol d'oiseau, est de 11,2 °C et le cumul annuel moyen de précipitations est de 934,2 mm,. Pour l'avenir, les paramètres climatiques de la commune estimés pour 2050 selon différents scénarios d'émission de gaz à effet de serre sont consultables sur un site dédié publié par Météo-France en novembre 2022.

## Urbanisme

### Typologie
Au 1er janvier 2024, Régnié-Durette est catégorisée commune rurale à habitat dispersé, selon la nouvelle grille communale de densité à sept niveaux définie par l'Insee en 2022.
Elle est située hors unité urbaine et hors attraction des villes,.

### Occupation des sols
L'occupation des sols de la commune, telle qu'elle ressort de la base de données européenne d’occupation biophysique des sols Corine Land Cover (CLC), est marquée par l'importance des territoires agricoles (88,9 % en 2018), une proportion sensiblement équivalente à celle de 1990 (89,1 %). La répartition détaillée en 2018 est la suivante : 
cultures permanentes (71,4 %), prairies (17,6 %), forêts (8 %), zones urbanisées (3,1 %). L'évolution de l’occupation des sols de la commune et de ses infrastructures peut être observée sur les différentes représentations cartographiques du territoire : la carte de Cassini (XVIIIe siècle), la carte d'état-major (1820-1866) et les cartes ou photos aériennes de l'IGN pour la période actuelle (1950 à aujourd'hui).

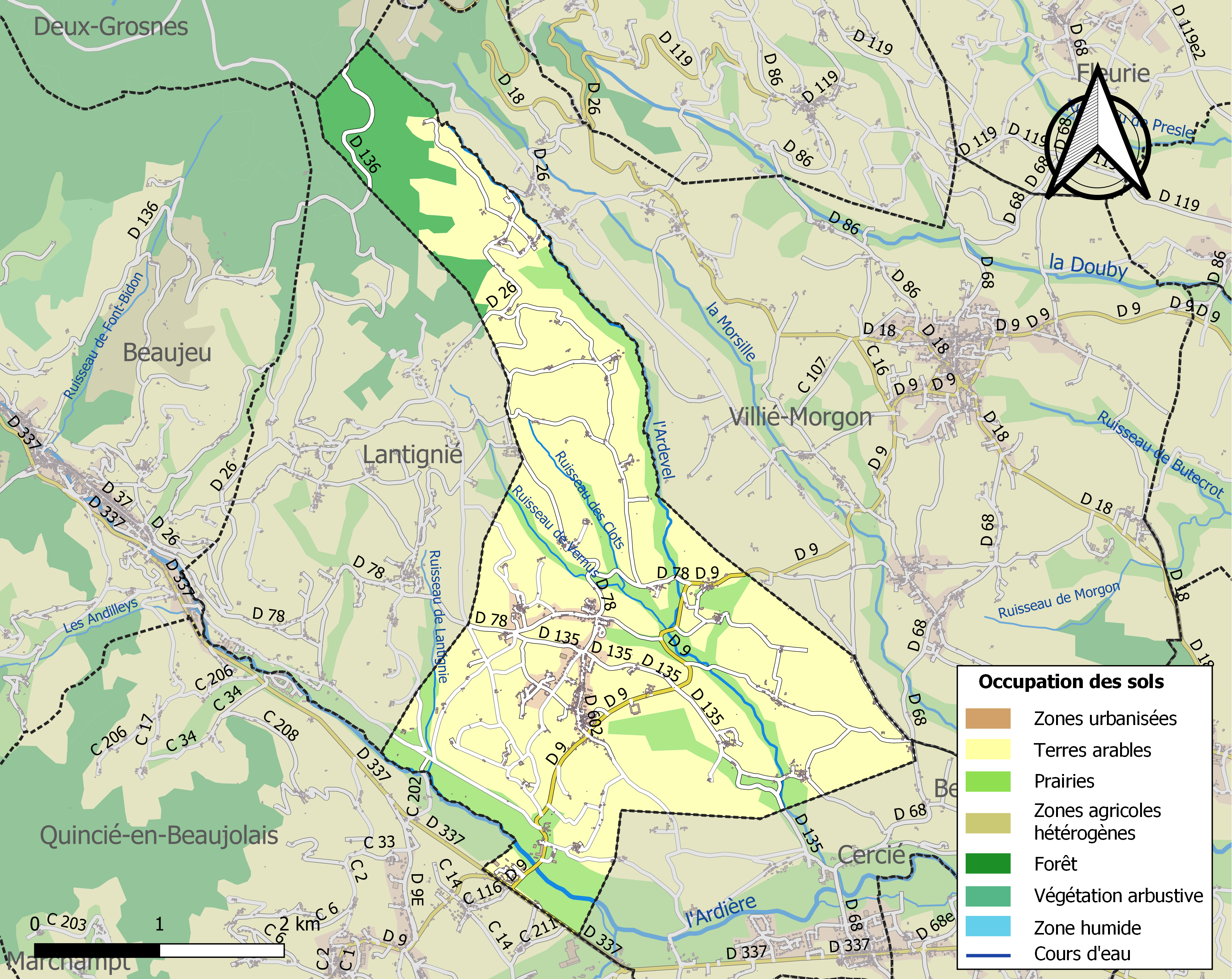
Carte des infrastructures et de l'occupation des sols de la commune en 2018 (CLC).

## Toponymie
Duret, durette est un diminutif de dure et en vieux français duret vient du latin vulgaire duriusculus qui veut dire « un peu dur, un peu rude ».

## Histoire
Aucune trace d'occupation n'est attestée pendant la période romaine, tant au niveau archéologique que bibliographique.
En 1912, un habitant de Régnié-Durette meurt dans le naufrage du Titanic.
Régnié-Durette est née de la fusion, en janvier 1973, des communes de Régnié et de Durette. On nomme désormais leurs habitants les Durégnatons et Durégnatonnes.

## Héraldique
| Blason de Régnié-Durette | Blason  | De gueules au cep de vigne tuteuré d'or et surmonté d'une couronne comtale du même. |
| Blason de Régnié-Durette | Détails | Le statut officiel du blason reste à déterminer.                                    |

## Politique et administration
| Période                                  | Période  | Identité            | Étiquette | Qualité |
| ---------------------------------------- | -------- | ------------------- | --------- | ------- |
| avant 1988                               | ?        | René Pasot          |           |         |
| 2001                                     | 2014     | Françoise Coquillon | DVD       |         |
| 2014                                     | 2015     | Alain Laforest      | UMP       |         |
| 2015                                     | En cours | Jean-Paul Robin     |           |         |
| Les données manquantes sont à compléter. |          |                     |           |         |

## Démographie
L'évolution du nombre d'habitants est connue à travers les recensements de la population effectués dans la commune depuis 1793. Pour les communes de moins de 10 000 habitants, une enquête de recensement portant sur toute la population est réalisée tous les cinq ans, les populations de référence des années intermédiaires étant quant à elles estimées par interpolation ou extrapolation. Pour la commune, le premier recensement exhaustif entrant dans le cadre du nouveau dispositif a été réalisé en 2006.

En 2022, la commune comptait 1 159 habitants, en évolution de +4,04 % par rapport à 2016 (Rhône : +3,93 %, France hors Mayotte : +2,11 %).
| 1793 | 1800 | 1806 | 1821 | 1831 | 1836  | 1841  | 1846  | 1851  |
| ---- | ---- | ---- | ---- | ---- | ----- | ----- | ----- | ----- |
| 550  | 602  | 604  | 702  | 924  | 1 011 | 1 118 | 1 250 | 1 275 |

| 1856  | 1861  | 1866  | 1872  | 1876  | 1881  | 1886  | 1891  | 1896  |
| ----- | ----- | ----- | ----- | ----- | ----- | ----- | ----- | ----- |
| 1 200 | 1 149 | 1 171 | 1 173 | 1 182 | 1 104 | 1 094 | 1 020 | 1 105 |

| 1901  | 1906  | 1911 | 1921 | 1926 | 1931 | 1936 | 1946 | 1954 |
| ----- | ----- | ---- | ---- | ---- | ---- | ---- | ---- | ---- |
| 1 047 | 1 062 | 999  | 800  | 727  | 684  | 710  | 643  | 671  |

| 1962 | 1968 | 1975 | 1982 | 1990 | 1999 | 2006 | 2011  | 2016  |
| ---- | ---- | ---- | ---- | ---- | ---- | ---- | ----- | ----- |
| 636  | 620  | 818  | 774  | 910  | 905  | 963  | 1 078 | 1 114 |

| 2021  | 2022  | - | - | - | - | - | - | - |
| ----- | ----- | - | - | - | - | - | - | - |
| 1 148 | 1 159 | - | - | - | - | - | - | - |

## Activités culturelles
- La commune organise chaque année le deuxième week-end de mars la fête des classes.
- Le rallye des Vignes de Régnié est aussi organisé chaque année dans cette commune le dernier weekend de Mars.Il connait une vraie réussite en 2017 avec près de 150 engagés en catégories modernes. Possédant souvent un plateau fourni avec la présence de quelques pilotes de pointes françaiss venu s’entraîner pour l'épreuve phare de la région, le Rallye Lyon-Charbonnières, épreuve du Championnat de France des rallyes. Ce dernier traverse aussi régulièrement la commune, lors le second weekend d'avril, lors de épreuve chronométrée de "Lantignié-Chiroubles".
- Un bal réputé et énorme pour la taille de la commune est organisé chaque année lors du dernier weekend de Juillet. Il se nomme le « Bal du Lavoir », très populaire chez les jeunes et moins jeunes, il accueille chaque année environ 4000 à 5000 participants.
- La commune a accueilli un concert de Johnny Hallyday le 1er juillet 1978[19].
- Régnié-Durette a accueilli le Tour de France 2002 lors de la 19e étape entre Régnié et Mâcon.

## Lieux et monuments
- Église Saint-Jean-Apôtre[20] : église aux deux clochers, édifiée en 1867 selon les plans de l'architecte Pierre Bossan qui réalisera ensuite la basilique Notre-Dame de Fourvière[21].
- Domaine de la Grange-Charton : monument historique (inscription par arrêté du 27 juillet 1994[22]), propriété des hospices de Beaujeu.

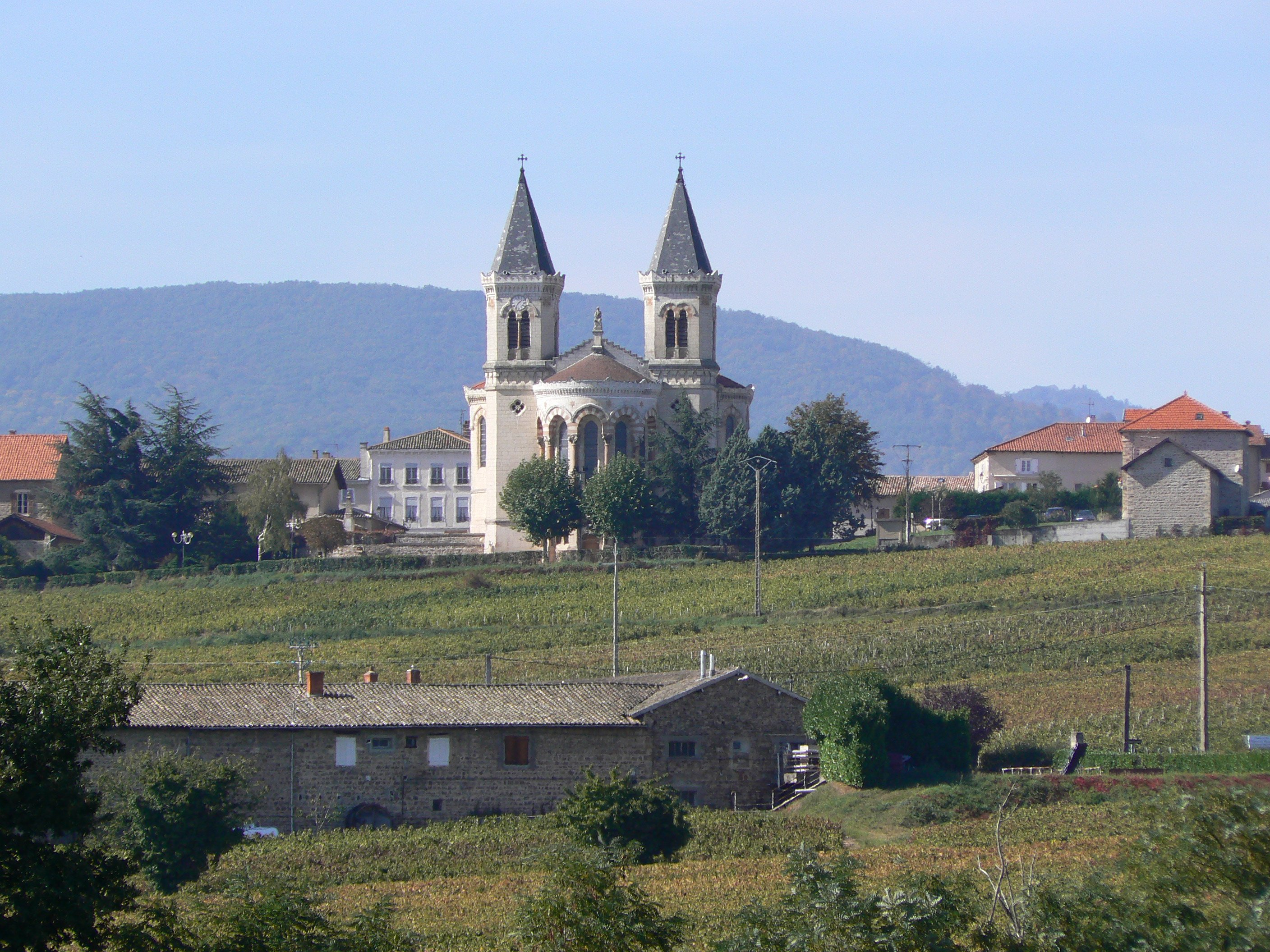
L'église.
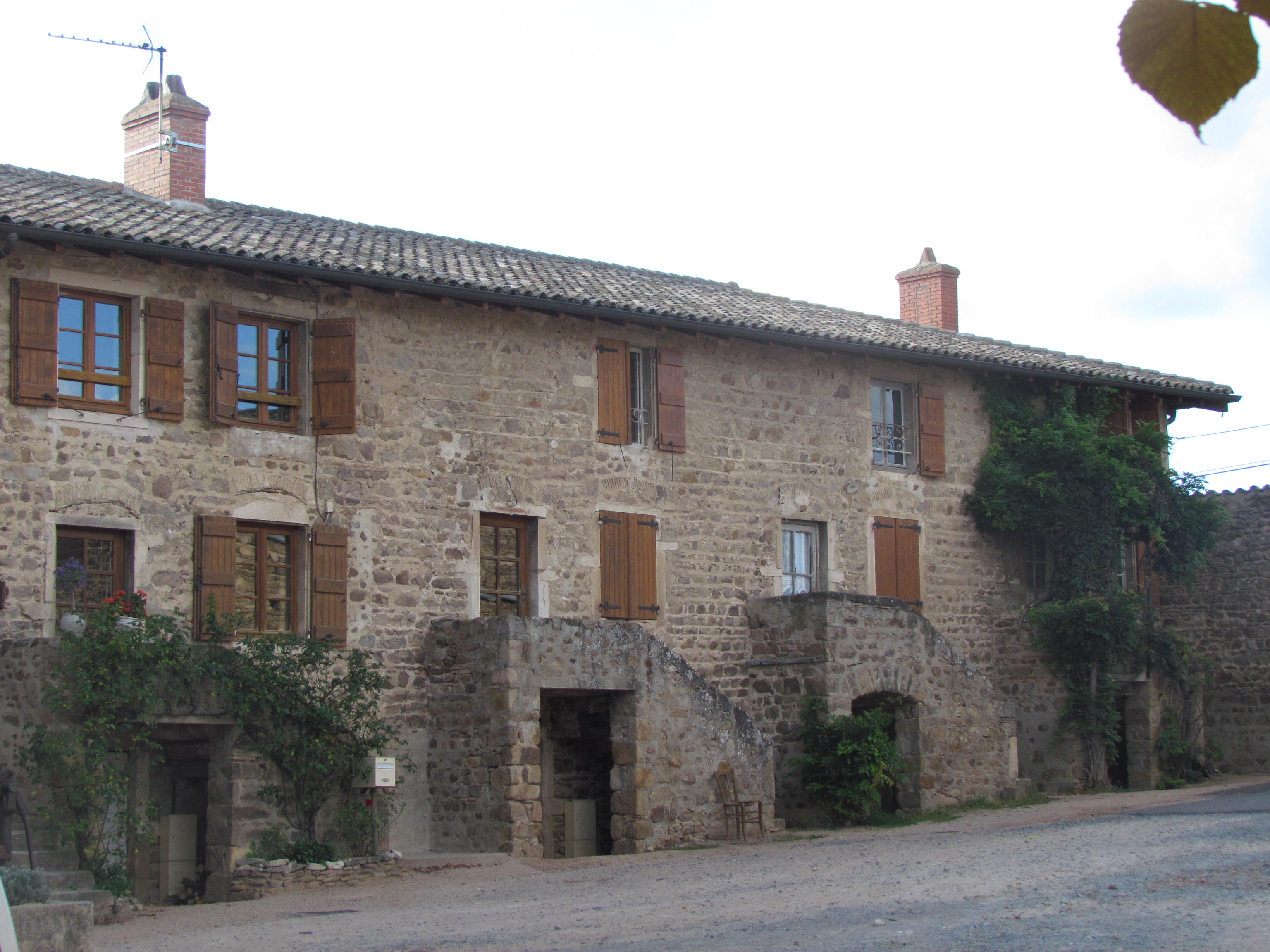
Logements de vignerons du domaine de la Grange-Charton.
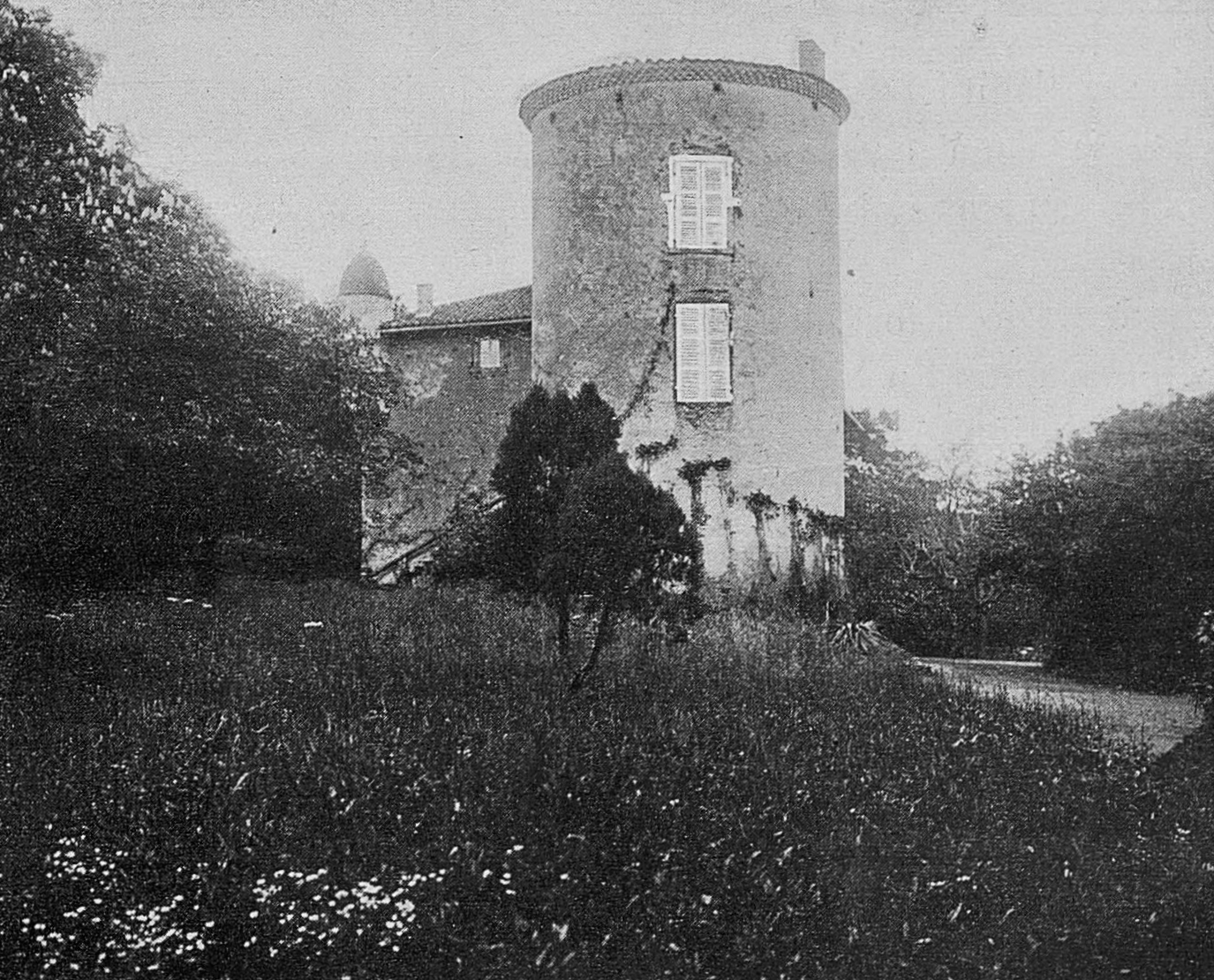
Le château de la Pierre au début du XXe siècle.

## Personnalités liées à la commune
- Maurice Baquet, parrain du dernier né des crus du Beaujolais.
- Pierre Bossan, architecte qui réalisa l'église aux Deux Clochers de Régnié puis la basilique Notre-Dame de Fourvière.
- Pétrus Sambardier (1875-1938), journaliste lyonnais, est né dans la commune.